# Gwent
51°47′20″N 3°01′05″V / 51.789°N 3.018°V
Gwent er et walisisk grevskab og et tidligere lokalstyret område i det sydøstlige Wales. Det blev etableret den 1. april 1974 under Local Government Act 1972, og blev opkaldt efter det tidligere kongerige af samme navn. Myndigheden var en efterfølger til både det administrative county i Monmouthshire (med mindre grænsemæssige ændringer) og county boroughet Newport, hvilket endeligt afsluttede en lang diskussion om myndighederne legalt var en del af England.
Under Local Government (Wales) Act 1994 blev Gwent nedlagt den 1. april 1996. Det er dog fortsat et walisisk county for ceremonielle formål som Lieutenancy og High Shrievalty, og flere af områdets titler fortsatte såsom Gwent Police, Royal Gwent Hospital, Gwent Wildlife Trust, Coleg Gwent og rugbyholdet Newport Gwent Dragons. "Gwent" bruges nogle gange som synonym for det historiske county Monmouthshire — eksempelvis i Gwent Family History Society beskrive sig selv som "The key to roots in the historic county of Monmouthshire".
Det tidligere administrative county blev opdelt i flere distrikter: Blaenau Gwent, Islwyn, Monmouth, Newport og Torfaen. Efterfølgeren til myndighederne er Blaenau Gwent County Borough, Caerphilly County Borough (hvoraf en del som kom fra Mid Glamorgan), Monmouthshire (der dækker omkring 60 % af den østlige del af det historiske county), City of Newport og Torfaen County Borough.
I 2003 blev grevskabet Gwent udvidet til også at inkludere Caerphilly County Borough; Gwent Polices myndighedsområde var allerede blevet udvidet til at dække dette større område i 1996. I 2007 blev befolkningstallet i dette område estimeret til 560.500, hvilket gør det til det mest folkerige af de walisiske grevskaber.